# 1−1+2−6+24−120+…
1 − 1 + 2 − 6 + 24 − 120 + … は発散級数のひとつ。階乗に関する交項級数であり、総和の記号を用いて
{\displaystyle \sum _{k=0}^{\infty }(-1)^{k}k!}
と表される。
この級数は通常の意味での和を持たないが、オイラーは微分方程式を用いる適当な形式総和法によりこの級数に有限な値を割り当てた。
この発散級数の値を知る簡単な方法の一つは、ボレル和
{\displaystyle \sum _{k=0}^{\infty }(-1)^{k}k!=\sum _{k=0}^{\infty }(-1)^{k}\int _{0}^{\infty }x^{k}\exp(-x)\,dx}
を考えることである（式の両辺は通常の意味でともに無限大であり、ここでの等号はこのままでは正当化されない形式的な等号であることに注意）。ここで仮に無限和と積分とが（記号的に）交換できるものとすれば
{\displaystyle \sum _{k=0}^{\infty }(-1)^{k}k!=\int _{0}^{\infty }\left[\sum _{k=0}^{\infty }(-x)^{k}\right]\exp(-x)\,dx}
という式が得られることになるが、右辺の角括弧内の総和は (0 ≤) x < 1 のとき収束して 1/(1 + x) に等しい。さらに仮定を重ねて（1 ≤ x のときも収束性を無視して）角括弧内の総和を 1/(1 + x) に書き換えてよいものとすると、全体の積分が有限値に収束するものになり、ボレルの意味で
{\displaystyle \sum _{k=0}^{\infty }(-1)^{k}k!=\int _{0}^{\infty }{\frac {\exp(-x)}{1+x}}\,dx=eE_{1}(1)\approx 0.596347362323194074341078499369\ldots }
と書くことが正当化できる（但し、e は自然対数の底、{\displaystyle E_{1}(z)}は指数積分である）。

## 微分方程式による計算
以下の微分方程式系
{\displaystyle {\begin{cases}{\frac {dx}{dt}}(t)=x(t)-y(t),\\{\frac {dy}{dt}}(t)=-y(t)^{2}\end{cases}}}
を考える。t → ∞ で (x, y) = (0, 0) となる安定解は y(t) = 1/t で与えられる。この結果を方程式に代入し、x を形式冪級数の形で求めれば、
{\displaystyle x(t)=\sum _{n=1}^{\infty }(-1)^{n+1}{\frac {(n-1)!}{t^{n}}}}
を得る。さて、値 x(1) がちょうど所望する級数和であることに注意する。一方、もとの方程式の解析解を求めれば
{\displaystyle x(t)=e^{t}\int _{t}^{\infty }{\frac {e^{-u}}{u}}\,du}
であり、これを部分積分を繰り返し適用して展開すれば、得られる整級数は x(t) の漸近展開を与える。オイラーはこれらを等しいものとして
{\displaystyle \sum _{n=1}^{\infty }(-1)^{n+1}(n-1)!=e\int _{1}^{\infty }{\frac {e^{-u}}{u}}\,du}
とした。これで得られる値は上記ボレル総和法で得たものと同じである。